# پیتر بارنز
پیتر بارنز (به انگلیسی: Peter Barnes) بازیکن فوتبال زادهٔ ۱۰ ژوئن ۱۹۵۷ اهل انگلستان بود که سابقهٔ بازی در تیم ملی فوتبال انگلستان را در کارنامهٔ خود دارد. وی در تاریخ ۱۶ نوامبر ۱۹۷۷ نخستین بازی ملی خود را در مقابل تیم ملی فوتبال ایتالیا انجام داد و با حضور در ۲۲ بازی ملی، در تاریخ ۲۵ مه ۱۹۸۲ واپسین بازی ملی‌اش را در برابر تیم ملی فوتبال هلند برگزار کرد.
این بازیکن توانسته در بازی‌های ملی، ۴ گل به ثمر برساند.